# Aumessas
Aumessas ist eine kleine französische Gemeinde mit 252 Einwohnern (Stand 1. Januar 2022) in der Region Okzitanien. Sie gehört zum Arrondissement Le Vigan im  Département Gard.

## Geografie
Das Dorf liegt in einem Tal der Cevennen an der Grenze zum Département Hérault innerhalb des Nationalparks Cevennen.
Das 21,45 km² große Gemeindegebiet reicht von 332 bis 1149 Meter Höhe.

## Bevölkerungsentwicklung
| Jahr                       | 1962 | 1968 | 1975 | 1982 | 1990 | 1999 | 2007 | 2017 |
| Einwohner                  | 247  | 204  | 211  | 213  | 200  | 225  | 228  | 228  |
| Quellen: Cassini und INSEE |      |      |      |      |      |      |      |      |